# نظام آموزشی پودمانی
نظام آموزشی پودمانی گونه‌ای از نظام‌های آموزشی است که در آن طراحی سامانهٔ آموزشی بر اساس نیازسنجی شغلی و به‌صورت پودمانی شکل گرفته‌است. در علوم تربیتی، واژهٔ پودمان به معنای «پیمانه‌کردن»، «بخش‌کردن»، «واحدکردن» یا «آموزشِ گام‌به‌گام» به کار می‌رود. به واحد یا استاندارد اندازه‌گیری نیز پودمان (مدول) می‌گویند که این پودمان‌ها با هدف اجرای یک وظیفه یا آموزش خاص کنار هم قرار می‌گیرند. مهم‌ترین خاصیت هر پودمان استقلال آن از دیگر پودمان‌ها است. در نتیجه، هر پودمان آموزشی را می‌توان به معنی درسی مستقل دانست که یادگیری محتوای آن فارغ از هر درس دیگری امکان‌پذیر است. با وجود این، گاهی پودمان‌ها پیش‌نیاز یکدیگر هستند.وقتی هر پودمان را امتحان می دهید دیگر آن را امتحان نمی‌دهید مگر یک پودمان را تجدید شوید

## تعریف پودمان و ساختار پودمانی
منظور از پودمان و ساختار پودمانی، مجموعه‌ای از چند درس وابسته به هم است که به همراه هم مهارتی خاص را آموزش می‌دهند. مجموعهٔ چند پودمان یک «دورهٔ آموزشی پودمانی» را شکل می‌دهد، که در آن تخصص‌های علمی یا مهارت‌های شغلی به فراگیران آموزش داده می‌شود.

## مزایا
برخی از مزایای به‌کارگیری نظام آموزشی پودمانی:
- پرهیز از زیادآموزی
- کاهش هزینه‌ها با تمرکز روی آموزش‌های ضروری
- برنامه‌ریزی آموزشی بر اساس نیازهای شغلی
- توجه به استانداردها در ارزشیابی